# Université Tōhoku gakuin
Ne doit pas être confondu avec Université du Tōhoku ou Université Tōhoku Fukushi.
L'université Tōhoku gakuin (東北学院大学, Tōhoku gakuin daigaku) est une université privée japonaise dont le campus est situé à Sendai, dans la préfecture de Miyagi.